# Sechzehn Reiche
Sechzehn Reiche (chinesisch 十六國 / 十六国, Pinyin shíliù guó) ist der Name einer Periode der chinesischen Geschichte. Sie begann mit dem Jahr 304 mit der Errichtung des Königreichs Han-Zhao und endete mit der Vernichtung des Staates Nördliche Liang durch die Nördliche Wei-Dynastie im Jahre 439. In dieser Zeit herrschten in Nord- und Zentralchina kurz hintereinander die namengebenden 16 Reiche, die einander bekämpften und ablösten. Die meisten dieser Staaten wurden von Minderheitenvölkern wie zum Beispiel den Xiongnu gegründet, weswegen die Periode auch als die Sechzehn Reiche der fünf Barbaren (五胡十六国) bezeichnet wird. Zur gleichen Zeit herrschte in Südchina die Östliche Jin-Dynastie. Die über 100 Jahre andauernden Wirren hatten das ehemalige Zentralland der chinesischen Kultur – den unteren und mittleren Lauf des Gelben Flusses – schwer verheert. Viele Menschen flohen nach Süden. Die Bevölkerungswanderung und die relative Ruhe im Süden ließen das ehemalige Grenzland am Lauf des Jangtsekiang kulturell und produktiv alsbald zu einem neuen Zentrum der chinesischen Kultur aufsteigen. Im Norden Chinas kam es durch die Einwanderung der Völker aus dem Norden und dem Westen zu einer verstärkten Durchmischung der Völker und der Verbreitung neuer Ideen und Philosophien, beispielsweise des Buddhismus.
Die 16 namengebenden Königreiche sind:
- Han-Zhao
- Cheng-Han
- Spätere Zhao
- Frühere Liang
- Frühere Yan
- Frühere Qin
- Spätere Qin
- Spätere Yan
- Westliche Qin
- Spätere Liang
- Südliche Liang
- Südliche Yan
- Westliche Liang
- Nördliche Liang
- Xia
- Nördliches Yan-Reich

Diese 16 Reiche waren jedoch nicht alle unabhängige Regierungen, die in dieser Periode in Nordchina entstanden waren. Es gab noch einige andere sehr kurzlebige Regierungen, deren Herrscher sich zum König oder Kaiser ausrufen ließen. Diese werden jedoch in der offiziellen chinesischen Geschichtsschreibung nicht als Königreiche aufgeführt. Zu erwähnen ist an dieser Stelle auch, dass die meisten Herrscher dieser Staaten sich als Kaiser verstanden und somit ihre Regierungen eigentlich als Kaiserreiche zu bezeichnen wären. In der chinesischen Geschichtsschreibung werden jedoch nur jene Regierungen als Kaiserreich oder Dynastie bezeichnet, die (mindestens nominell) einen erheblichen Teil des Landes kontrollierten und eine Art Stabilität in sich trugen. Deswegen wurden diese 16 Staaten postum nur als Königreiche bezeichnet.